# Chiesa di Santa Barbara (Bogotà)
La chiesa di Santa Barbara è una chiesa cattolica sita a Bogotà, sulla carrera Séptima. Risalente al secolo XVI, è dedicata alla santa di Nicomedia, Barbara, martirizzata nel III secolo.
La parrocchia di Santa Barbara Centro è la parrocchia personale della Pastoral Penitenciaria Católica e dell'Instituto Nacional Penitenciario y carcelario INPEC. Parrocchiani sono gli abitanti della zona, i funzionari dell'INPEC, i carcerati e gli agenti carcerari della Pastoral Penitenciaria.

## Architettura
Il presbiterio presenta un interessante tabernacolo in forma di tempietto. Al suo angolo nordoccidentale si trovava il campanile, del quale a oggi non rimangono tracce. Il cronista Vargas Jurado afferma che il curato di Santa Barbara, dottor don Francisco José de Olalla, costruì la nicchia per la statua della Santa: 
(don Francisco José de Olalla)
Questo artista fu portato nel Paese dal cittadino di Bogotà don Cristóbal de Vergara. La nicchia risale al 1742.

## Storia
La chiesa nacque come cappella in onore di Santa Barbara nel 1565, poi il conquistador spagnolo don Juan de Céspedes, in ringraziamento per aver evitato che la sua famiglia rimanesse vittima di un fulmine che cadde nel luogo ove si trova il tempio, allora occupato dalla sua abitazione, e che colpì una schiava.
Fra' Luis Zapata de Cárdenas, secondo arcivescovo della città, trasformò la cappella in parrocchia per la popolazione india di Sisvatibá e Teusaquillo, nella primavera del 1585.